# Presa de Bin el Ouidane

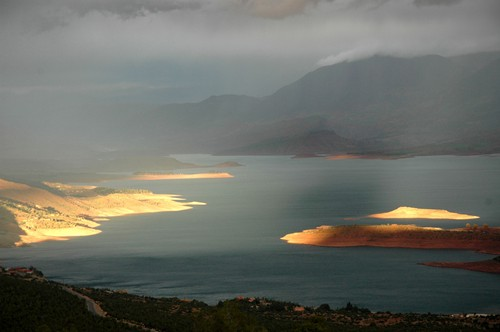
Embassament de Bin el Ouidane

La presa de Bin el Ouidane és una presa d'aigua a la regió de Tadla-Azilal al Marroc, construïda l'any 1953 sobre el riu Oued el Abib, afluent del Oum er Rebia.
És un edifici major en matèria de construcció de preses amb una doble vocació: la producció d'energia i la irrigació. És considerada la presa de volta més alta de l'Àfrica i la més gran del Marroc en producció energètica. A més a més de la seva capacitat d'irrigació pel pla de Tadla, que pertany a la planura interior preatlàsica del Tadla (3.500 km²), s'han perllongat a la regió de Marrakech-Tensift-Al-Haouz per la planura dels Sraghna. La presa ha permès d'afegir 69.500 ha de terres fèrtils sobre 125 km de longitud.